# Adios... Puta Madres
Adios... Puta Madres è un album dal vivo del gruppo musicale statunitense Ministry, pubblicato nel 2009.

## Tracce
1. Let's Go – 5:08
2. Watch Yourself – 5:14
3. Life Is Good – 4:20
4. The Dick Song – 5:43
5. The Last Sucker – 6:30
6. No W – 3:01
7. Waiting – 5:11
8. Worthless – 4:18
9. Wrong – 5:14
10. Rio Grande Blood – 4:34
11. Señor Peligro – 3:50
12. LiesLiesLies – 5:21
13. Khyber Pass – 8:46

## Formazione
- Al Jourgensen – voce, chitarra
- Sin Quirin – chitarra
- Tommy Victor – chitarra
- Tony Campos – basso
- John Bechdel – tastiera
- Aaron Rossi – batteria